# 삼청관 도사
삼청관 도사(三淸觀 道士) 또는 삼대선(三大仙)은 《서유기》에 등장하는 요괴로 호력대선(虎力大仙), 녹력대선(鹿力大仙), 양력대선(羊力大仙)이라는 이름을 지닌 3명의 요괴이다. 신들을 시켜서 천둥과 번개를 부르고 천둥과 번개를 소재로 한 무술인 오뇌법(五雷法)을 부린다.

## 개요
옛날 물 부족에 시달리던 차지국(車遲國)을 오뇌법(五雷法)으로 구하면서 국왕으로부터 절대적 신뢰를 얻으면서 차지국의 국사가 된다. 차지국의 국왕은 국사를 우대한 반면 불교를 박해했다.
삼장법사 일행이 차지국을 방문했을 때 그들은 노예처럼 일하고 있던 500명의 스님을 만났다. 스님들로부터 "언젠가 손행자(孫行者)라는 사람이 자신들을 구하러 온다"는 소문을 들은 손오공은 기뻐한다. 저팔계, 사오정도 손오공과 함께 도관에 잠입하면서 3명의 대선들을 속이고 자신들의 소변을 먹인다.
창피함을 느낀 3명의 요괴들은 삼장법사를 이기기 위해 손오공을 상대로 한 요술에 도전했다. 그렇지만 3명의 요괴들 모두 손오공을 상대로 목숨을 건 요술을 벌이던 도중에 요괴들의 시신 또한 원래 동물들의 모습으로 변하게 된다.

## 호력대선
호력대선(虎力大仙)은 호랑이의 모습을 한 요괴이다. 삼장법사, 기우제에 관한 겨루기를 했지만 손오공이 날씨를 관장하는 신들을 위협하고 사해용왕(四海龍王)을 미리 만났기 때문에 패배하고 만다.
호력대선은 자신의 분신을 이용해서 살아남으려고 했지만 손오공이 호력대선의 목을 베면서 호력대선은 목숨을 잃었다. 호력대선의 시신은 호랑이의 모습으로 돌아갔다.

## 녹력대선
녹력대선(鹿力大仙)은 사슴의 모습을 한 요괴이다. 호력대선과 함께 삼장법사의 참선(參禪)에 관한 겨루기를 했다. 녹력대선은 자신의 털을 빈대로 바꾸면서 삼장법사에게 대들었지만 손오공에게 발각되면서 실패하고 만다.
호력대선이 죽자 녹력대선은 스스로 배를 찢어서 내장을 도려낸 뒤에 원래 모습으로 돌아가는 요술을 부리면서 손오공에 도전했다. 그렇지만 손오공이 녹력대선의 내장을 도려내면서 녹력대선은 목숨을 잃었었다. 녹력대선의 원래 시신은 사슴의 모습으로 돌아갔다.

## 양력대선
양력대선(羊力大仙)은 양의 모습을 한 요괴이다. 호력대선이 삼장법사와의 참선 겨루기에서 패배하자 판자를 사이에 두고 건너편에 숨어있던 물건을 이용한 요술에 도전했지만 손오공의 작전으로 패배하고 만다.
호력대선, 녹력대선이 손오공과의 승부에서 패배하자 양력대선은 불에 끓는 기름이 든 솥 안에서 정면 승부를 했다. 그렇지만 손오공이 기름을 식히는 장치를 격파하면서 용을 쫓아냈고 기름의 온도가 올라가면서 양력대선은 목숨을 잃었다. 양력대선의 원래 시신은 양의 모습으로 돌아갔다.